# 機動戦士ガンダム00 COMPLETE BEST
『機動戦士ガンダム00 COMPLETE BEST』（きどうせんしガンダムダブルオー コンプリート ベスト）は、アニメ『機動戦士ガンダム00』の主題歌などを集めたオムニバスアルバムである。2009年7月8日発売。発売元はミュージックレイン。

## 概要
- 期間生産限定盤と完全生産限定盤の二種類で発売。
- 期間生産限定盤は2009年9月末までの期間限定生産。特典として特製BOX仕様、アニメ絵柄ポストカードセット、40Pブックレット、ジャケッﾄ描き下ろし特製BOX付き。
- 完全生産限定盤はBlu-spec CD、Blu-ray Disc仕様。特典として描き下ろしイラストを含むビジュアルページや黒田洋介書き下ろしのオリジナルショートストーリーなどが掲載されている大判BOOK（255mmサイズ）、プラスチック製キャラクターIDカードセット付き。またCDにはボーナストラック「Unlimited Sky（Acoustic Ver.）」収録。

## 収録曲

### CD
1. DAYBREAK'S BELL [4:12]
歌：L'Arc〜en〜Ciel
作詞：hyde、作曲：ken、編曲：L'Arc〜en〜Ciel
ファーストシーズン第1話～第13話オープニングテーマ。
2. 罠 [4:20]
歌：THE BACK HORN
作詞：菅波栄純、作曲・編曲：THE BACK HORN
ファーストシーズン第1話～第13話エンディングテーマ。
3. Ash Like Snow [4:31]
歌：the brilliant green
作詞：川瀬智子、作曲：奥田俊作、編曲：the brilliant green
ファーストシーズン第14話～第25話オープニングテーマ。
4. フレンズ [4:22]
歌：ステファニー
作詞：STEPHANIE/矢住夏菜、作曲：ジョー・リノイエ/MASAKI、編曲：ジョー・リノイエ/峰正典
ファーストシーズン・第14話～第24話エンディングテーマ。
5. LOVE TODAY [5:30]
歌：Taja
作詞：菜穂、作曲：菜穂/佑次、編曲：Taja
ファーストシーズン挿入歌。
6. 儚くも永久のカナシ [4:11]
歌：UVERworld
作詞：TAKUYA∞、作曲：克哉/TAKUYA∞、編曲：UVERworld、平出悟
セカンドシーズン第1期オープニングテーマ。
7. Prototype [5:42]
歌：石川智晶
作詞・作曲：石川智晶、編曲：西田マサラ
セカンドシーズン第2話～第13話エンディングテーマ。
8. 泪のムコウ [3:30]
歌：ステレオポニー
作詞・作曲：AIMI、編曲：ステレオポニー・northa+
セカンドシーズン第14話～第25話オープニングテーマ。
9. trust you [5:19]
歌：伊藤由奈
作詞・作曲：MARKIE、編曲：Jin Nakamura
セカンドシーズン第15話～第24話エンディングテーマ。
10. Unlimited Sky [3:14]
歌：Tommy heavenly6
作詞：Tommy heavenly6、作曲・編曲：Chiffon Brownie
セカンドシーズン挿入歌。
11. TOMORROW [5:08]
歌：マリナ・イスマイール（CV：恒松あゆみ）
作詞：黒田洋介/ああ、作曲：浅見昂生/川井憲次、編曲：西田マサラ
セカンドシーズン第14話エンディングテーマ。
12. Unlimited Sky (Acoustic Ver.) [3:27] [注釈 1]

### DVD
1. DAYBREAK'S BELL
2. 罠
3. Ash Like Snow
4. フレンズ
5. 儚くも永久のカナシ
6. LOVE TODAY
7. Prototype
8. 泪のムコウ
9. trust you